# 모르는 나라 이야기
모르는 나라 이야기（知らない国の物語은〈LaLa DX〉（하쿠센샤）에서 연재했던 가와세 나쓰나(川瀬夏菜)의 만화이다. 총 3권으로 완결되었다.

## 줄거리
요괴가 보이는 소년인 나츠메 타카시는 할머니의 유품인 〈우인장〉을 손에 넣는다. 그런데, 이 〈우인장〉은 레이코가 요괴를 상대로 이겨, 그 상대방의 이름을 빼앗은 요괴의 이름이 써 있는 계약서이다.
그 후, 이름을 돌려 받으려고 하는 요괴들한테 주목받게 된 나츠메는 어쩌다가 경호원 비슷하게 된 요괴 야옹 선생과 함께 요괴들에게 이름을 돌려주려 하게 된다.

## 등장 인물
- 나츠메 타카시（夏目 貴志）

주인공. 어릴 때부터 요괴를 볼 수 있었지만, 보통 사람에게는 보이지 않기 때문에, 사람들한테 경멸받아 괴로워했다. 현재는 좋은 가족과 친구들을 만났지만, 과거의 기억 때문인지 '이 사람들한테는 폐를 끼치고 싶지 않다.'라고 어림짐작하는 경향이 있다. 할머니 레이코의 유품인 '우인장'을 손에 넣은 이후, 이름을 돌려 주기 위해 야옹 선생과 바쁜 나날을 보내고 있다. 태어나자마자 부모님을 잃어, 친척집을 전전하다 후지와라 부부 집에 들어가게 되었다. 할머니인 레이코와 얼굴이 비슷해서 요괴들한테 자주 레이코라고 오인받고 있다. 주위의 평은 '잘생겼다'는 평이지만, 본인은 전혀 모른다.
- 야옹 선생（ニャンコ先生）

고양이 인형에 오랫동안 봉인되었던 요괴. 나츠메가 봉인을 깨트린 후 현재는 집고양이로 나츠메와 같이 살고 있다. 그러나, 오랜 세월동안 고양이 인형에 봉인되어 있었던 탓에 '고양이 장식물'모양의 고양이가 되어 버렸다. 그 덕분에 요괴들한테 이상한 이름으로 불린다. 참고로 본래의 이름은 '마다라'. 나츠메와 경호원을 해 주는 대신 사후에 '우인장'을 가져가기로 약속했다. 레이코와는 아는 사이지만, 싸우지는 않았기 때문에 '우인장'에 이름은 없다.
- 나츠메 레이코（夏目 レイコ）

나츠메의 할머니. '우인장'을 만든 사람. 젊어서 죽지만, 정확한 사망 원인은 불명. 매우 강력한 영감을 가지고 있었던 것 같고, 나츠메처럼 요괴를 볼 수 있었지만, 그 때문에 사람들과의 관계는 좋지 않았다. 그리고, 그 기분 전환을 위해서 만나는 요괴들과 싸워 이겨, 자신의 부하로 만들어 버리는 '우인장'을 만들었다. 미인이었던 것 같지만, 그 악명을 전해듣고 꺼려하는 요괴들이 많다.
- 후지와라 부부

나츠메의 아버지 쪽의 먼 친척이며, 친척이 없는 나츠메를 돌보며 살고 있다. 만화에는 부인인 후지와라 토우코(藤原 塔子)만 등장한다. 나츠메를 매우 소중히 여기고 있다.
- 나토리 슈이치（名取 周一）

요즘 잘 나가는 인기 배우. 요괴를 볼 수 있어, 부업으로 요괴를 쫓는 일을 하고 있다. 여러 마리의 요괴를 데리고 있다. 몸에 도마뱀 모양의 반점 모양을 한 요괴가 살고 있지만 그 정체는 불명.

## 용어
- 우인장（友人帳）

나츠메의 할머니인 레이코가 만든 것으로, 요괴들을 다스리는 계약서 묶음. 레이코가 이긴 요괴들의 이름이 적혀 있다. 이 종이에 이름이 써 있는 요괴는 우인장의 소유자에게 이름이 불리면 거역할 수 없고, 이름이 써 있는 종이를 태우거나 찢거나 해도 같은 효력이 발생한다. 그렇기 때문에, 이름을 뺏긴 것은 목숨을 뺏긴 것과 마찬가지이며, 우인장을 손에 넣은 자는 많은 요괴를 부릴 수 있다.

## 단행본
- 모르는 나라 이야기 ( 작, 번역:최윤정)

1. 2003년 6월 26일　(ISBN 9788952942135)
2. 2003년 7월 14일　(ISBN 9788952943224)
3. 2003년 7월 28일　(ISBN 9788952944061)